# إدارة سانتا روزا
إدارة سانتا روزا (بالإنجليزية: Santa Rosa Department, Guatemala)‏ هي إداراة في غواتيمالا، تتبع غواتيمالا، بلغ عدد سكانها 301370 نسمة، في 2003، تبلغ مساحتها 2295 كيلومتر مربع.

## أعلام
- فيكتور مانويل غوتيريز